# Veyreau
Veyreau är en kommun i departementet Aveyron i regionen Occitanien i södra Frankrike. Kommunen ligger  i kantonen Peyreleau som ligger i arrondissementet Millau. År 2022 hade Veyreau 129 invånare.

## Befolkningsutveckling
Antalet invånare i kommunen Veyreau
Referens: INSEE